# Fred Liewehr
Fred Liewehr (1909–1993) est un acteur de théâtre et de cinéma autrichien.

## Filmographie sélective
- Immortal Waltz (1939)
- Vienna Blood (1942)
- Der Engel mit der Posaune (1948)
- Viennese Girls (1949)
- Child of the Danube (1950)
- Maria Theresa (1951)
- 1. April 2000 (1952)
- Grandstand for General Staff (1953)
- Les Jeunes Années d'une reine (1954)
- Goetz von Berlichingen (1955)
- Hochzeitsnacht im Paradies (1962)
- Help, My Bride Steals (1964)
- Aunt Frieda (1965)